# The Video
The Video es un video en formato VHS de la banda islandesa The Sugarcubes en la que se encontraba la cantante y compositora Björk. Este video salió al mercado en 1990 y contiene nueve canciones correspondientes a los álbumes Life's Too Good de 1987 y Here Today, Tomorrow, Next Week! de 1989.

## Lista de canciones
1. Birthday (en islandés)
2. Coldsweat
3. Deus
4. Motorcrash
5. Luftgitar
6. Regina
7. Planet
8. Eat the menu
9. Birthday (en inglés)

- Datos: Q7772560